# Garneau-Québecor/Saison 2016
Dieser Artikel listet Erfolge und Fahrer des Radsportteams Garneau-Québecor in der Saison 2016 auf.

## Erfolge in der UCI America Tour
Bei den Rennen der  UCI America Tour im Jahr 2016 gelangen dem Team nachstehende Erfolge.
| Datum    | Rennen                    | Kat. | Fahrer       |
| -------- | ------------------------- | ---- | ------------ |
| 17. Juni | 3b. Etappe Tour de Beauce | 2.2  | Michael Rice |

## Erfolge in den Nationalen Straßen-Radsportmeisterschaften
Bei den Rennen der jeweiligen Nationalen Straßen-Radsportmeisterschaften 2016 konnte das Team nachstehende Titel erringen.
| Datum    | Rennen                                   | Sieger         |
| -------- | ---------------------------------------- | -------------- |
| 26. Juni | Kanadische Meisterschaft – Straßenrennen | Bruno Langlois |

## Abgänge – Zugänge
| Zugänge        | Team 2015                                | Abgänge           | Team 2016                   |
| -------------- | ---------------------------------------- | ----------------- | --------------------------- |
| David Boily    |                                          | Julien Gagne      | Silber Pro Cycling          |
| Alexis Cartier |                                          | Geoffroy Dussault | Unbekannt                   |
| Michael Rice   | search2retain-health.com.au Cycling Team | Jason Lowndes     | Drapac Professional Cycling |
| Darcy Woolley  | African Wildlife Safaris Cycling Team    |                   |                             |

## Mannschaft
| Teamkader 2016                            | Teamkader 2016   | Teamkader 2016 | Teamkader 2016        |
| Name                                      | Geburtsdatum     | Land           | Vorheriges Team       |
| ----------------------------------------- | ---------------- | -------------- | --------------------- |
| David Boily                               | 28. April 1990   | Kanada         | SpiderTech-C10 (2013) |
| Olivier Brisebois                         | 12. April 1995   | Kanada         |                       |
| Alexis Cartier                            | 12. Januar 1991  | Kanada         |                       |
| Simon-Pierre Gauthier                     | 25. Februar 1993 | Kanada         |                       |
| Bruno Langlois                            | 1. März 1979     | Kanada         | 5-Hour Energy (2014)  |
| Rémi Pelletier-Roy                        | 4. Juli 1990     | Kanada         |                       |
| Michael Rice                              | 25. Januar 1996  | Australien     |                       |
| Marc-Antoine Soucy                        | 22. April 1995   | Kanada         |                       |
| Darcy Woolley                             | 18. August 1993  | Australien     |                       |
|                                           |                  |                |                       |
| Quellen: ProCyclingStats Cycling Archives |                  |                |                       |